# Stehgeiger

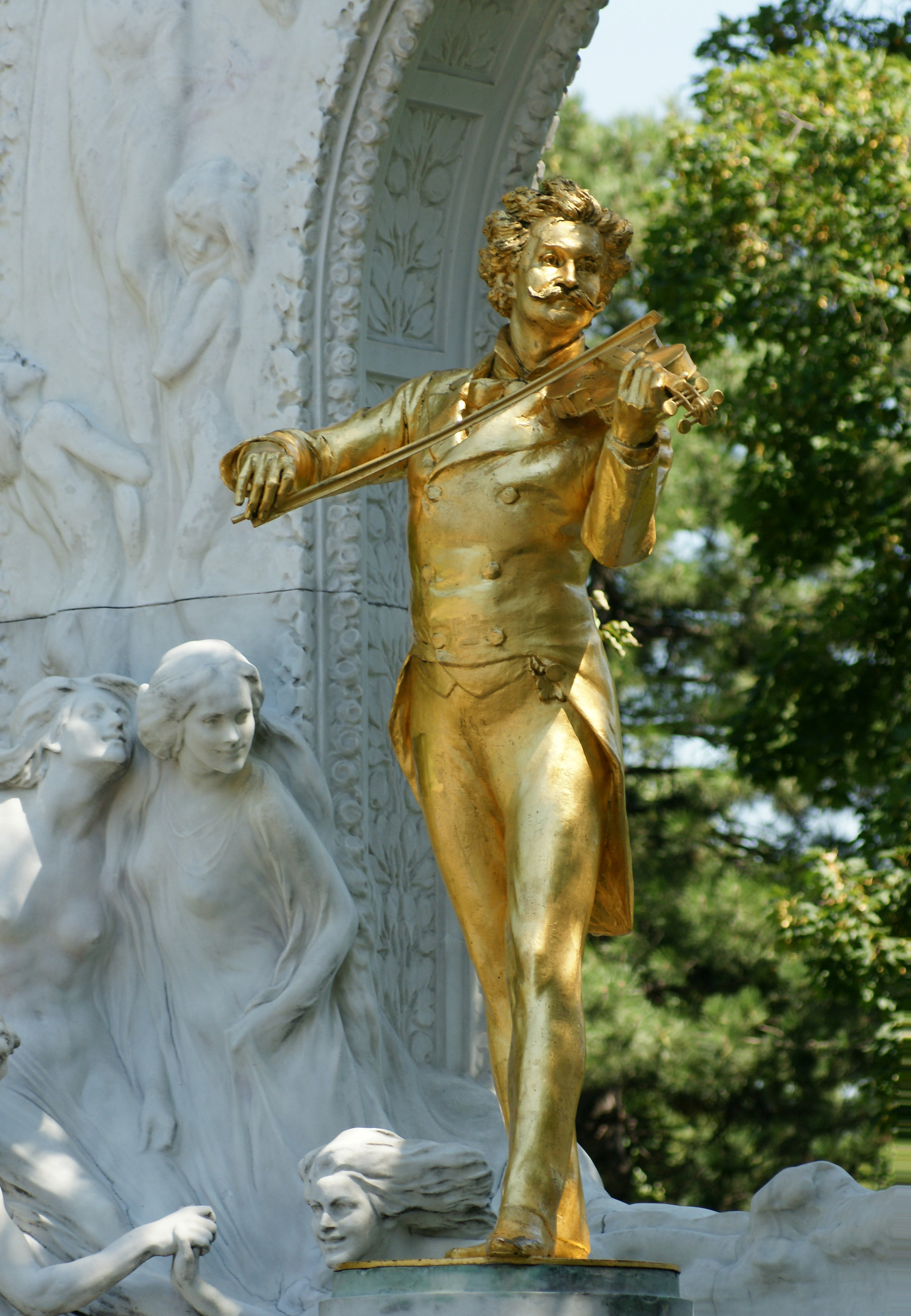
Das Johann-Strauß-Denkmal im Wiener Stadtpark zeigt Johann Strauss als Stehgeiger

Ein Stehgeiger ist ein Violinist, der ein Musikensemble stehend mit der Geige in der Hand leitet.
Das Phänomen tritt erstmals im Wiener Biedermeier auf, aufgrund der Größe der Tanzkapellen wurde ein Dirigent benötigt. Ab der zweiten Hälfte des 19. Jahrhunderts wurden zahlreiche Ensembles auf dem Sektor der Tanz- und Unterhaltungsmusik, wie Kurmusiken, Kaffeehausmusiken und Salonmusiken von einem Stehgeiger geleitet. Ebenso wurden Stummfilme von Ensembles mit einem Stehgeiger begleitet.
Bekannte Stehgeiger waren unter anderem Johann Strauss (Sohn), Joseph Lanner und Willi Boskovsky, der die Praxis für das Neujahrskonzert der Wiener Philharmoniker in den Jahren 1955 bis 1979 wieder aufnahm. In neuerer Zeit tritt André Rieu als Stehgeiger auf.
Im Fußballjargon bezeichnet der Begriff Stehgeiger einen technisch versierten Spieler mit geringer Laufarbeit.